# Agylla haighti
Agylla haighti là một loài bướm đêm thuộc phân họ Arctiinae, họ Erebidae.